# ファイフ (DD-991)
|          | |
| 艦歴     | |
| 発注     | 1975年1月15日 |
| 起工     | 1978年3月6日 |
| 進水     | 1979年5月1日 |
| 就役     | 1980年5月31日 |
| 退役     | 2003年2月28日 |
| 除籍     | 2004年4月6日 |
| その後   | 2005年8月23日、標的艦として海没処分 |
| 性能諸元 | |
| 排水量   | 満載：8,170 トン |
| 全長     | 172 m (563 ft) |
| 水線長   | 161 m (529 ft) |
| 全幅     | 17 m (55 ft) |
| 吃水     | 8.8 m (29 ft) |
| 機関     | COGAG方式、2軸推進 ゼネラル・エレクトリック LM2500 4基、80,000 shp |
| 最大速力 | 32.5+ ノット (60 km/h) |
| 航続距離 | 6,000 海里 (11,000km、20kt/h) 3,300 海里 (6,000km、30kt/h) |
| 乗員     | 士官19名、兵員315名 |
| 兵装     | 54口径Mk.45 5インチ単装砲 2基 Mk.41 Mod.1 VLS 61セル （トマホーク、アスロック VLA） Mk.112 アスロック 8連装発射機 1基（Mk.41 VLSに換装し撤去） Mk.29シースパローIBPDMS 8連装発射機 1基 Mk.15 20mm ファランクスCIWS 2基 Mk.141 ハープーンSSM 4連装発射筒 2基 Mk.32 短魚雷3連装発射管 2基 |
| 搭載機   | SH-2F LAMPSI（改装後SH-60B シーホークLAMPSIII）2機搭載可能 |
| モットー | Successum Merere Conemur |

USS ファイフ (USS Fife, DD-991) は、アメリカ海軍の駆逐艦。スプルーアンス級駆逐艦の29番艦。艦名は第二次世界大戦中に潜水艦部隊の指揮を執ったジェームス・ファイフJr将軍に因む。

## 艦歴
ファイフは1978年3月6日にミシシッピ州パスカグーラのインガルス造船所で起工、1979年5月1日に進水、1980年5月31日に就役した。
ファイフは2003年2月28日に退役し、2004年4月6日除籍された。その後、2005年8月23日に行われた実弾射撃演習においてオリバー・ハザード・ペリー級ミサイルフリゲート「カーツ」（FFG-38）およびアーレイ・バーク級ミサイル駆逐艦「プレブル」（DDG-88）からMk.15 20mm ファランクスCIWSによる射撃を艦橋付近に受けた後、砲撃、雷撃を受け沈没した。